# Thomas Whittaker
Pour les articles homonymes, voir Whittaker.
Thomas Whittaker (ou Whitaker) (né en 1614 à Burnley, Lancashire - mort le 7 août 1646 à Lancaster) est un prêtre catholique anglais arrêté et exécuté pour haute trahison sous le règne de Charles Ier. Reconnu comme martyr, il est vénéré comme bienheureux par l'Église catholique. 

## Biographie
Fils de Thomas Whitaker, maître d'école, et d'Helen, sa femme, il fait d'abord ses études à l'école de son père. Sous l'influence de la famille Towneley, il est ensuite envoyé à Valladolid, où il étudie pour devenir prêtre.
Après son ordination en 1638, il retourne en Angleterre et travaille pendant cinq ans dans le Lancashire. À un moment, il est arrêté, mais réussit à s'échapper alors qu'il était conduit au château de Lancaster.
Il est de nouveau arrêté à Blacke Hall à Goosnargh et envoyé au château de Lancaster le 7 août 1643, en isolement pendant six semaines. Pendant trois ans, il reste en prison. Avant son procès, il prend un mois pour se préparer à la mort.
Il décline toutes les tentatives faites pour l'amener à se conformer à l'anglicanisme sous menace de mort. Il est exécuté avec Edouard Bamber et John Woodcock, en disant au shérif : « Faites selon votre plaisir avec moi, un sursis ou même un pardon à vos conditions, je refuse totalement ».

## Vénération
Thomas Whittaker fut béatifié le 22 novembre 1987 par le pape Jean-Paul II. Il est l'un des quatre-vingt-cinq Quatre-vingt-cinq martyrs d'Angleterre et de Galles béatifié par ce dernier et est fêté le 7 août. 